# الكبير أوي (مسلسل)
الكبير أوي مسلسل تليفزيوني مصري كوميدي و يعد من افضل مئه مسلسل مصري بطولة أحمد مكي ودنيا سمير غانم وهشام إسماعيل ومحمد شاهين ومحمد سلام ومن إخراج إسلام خيري وأحمد الجندي وهشام فتحي.
تدور أحداث المسلسل حول عمدة قرية «المزاريطة»، الذي تزوّج من امرأة أمريكية وأنجب منها ثلاثة توأم؛ أحدهما تربى في الصعيد، والآخر في أمريكا، والآخر في القاهرة وتحدث مواقف كوميدية ومفارقات بين الأخوان الثلاثة عندما يلتقيا ويتنافسا على العمودية خلفا لوالدهما ويجسد مكي الأدوار الاربعة الأب والإخوان الثلاثة (الكبير وجوني وحزلقوم). يتفق الأخوان الثلاثة على إقامة انتخابات للعمودية، ويحاول كلا منها استمالة أهل القرية، ولكن في النهاية يفوز جوني في الانتخابات باكتساح.

## توقف التصوير
أثناء تصوير المسلسل تعرض أحمد مكي لتمزق في أربطة كاحله، مما جعله يوقف استكمال تصوير باقي الحلقات الـ15 المتبقية من المسلسل،
وقد قرر مكي عدم استكمال تصوير المسلسل بسبب عدم التوصل لحلٍ سواءً مع طبيبه المعالج أو مع فريق عمل المسلسل يمكنه من الظهور بساق موضوعة في الجبس خلال الـ15 حلقة المتبقية. وقام أحمد مكي باستكمال ال15 حلقة المتبقية بعد ذلك وعرضت في رمضان 2011 كجزء ثاني.
توقف تصوير المسلسل مرة أخرى عند الجزء الخامس في عام 2015، ليعود أحمد مكي مرة أخرى بالجزء السادس في رمضان عام 2022 بعد توقف المسلسل لمدة سبع سنوات

## ضيوف الشرف
يشترك في المسلسل العديد من ضيوف الشرف وهم:
- نيكول سابا [2]
- فاطمة عيد
- ليلى عز العرب
- غسان مطر
- محمد لطفي [3]
- خالد الغندور
- سمير غانم
- باسم يوسف
- أيمن قنديل
- عماد بعرور
- رزان مغربي
- جميل برسوم
- مشيرة إسماعيل
- لطفي لبيب
- أمجد عابد
- حسين الإمام
- بدرية طلبة
- أحمد التهامي
- محمد علي رزق
- محمد عبدالرحمن

## الجزء الأول

### طاقم التمثيل
- أحمد مكي: الكبير - الكبير أوي - جوني - الكبير جدا
- دنيا سمير غانم: هدية
- محمد شاهين: توماس
- هشام إسماعيل: فزاع
- سعيد طرابيك: جابر
- محمد سلام: هجرس
- روان عاطف: آشلي
- بيومي فؤاد: الدكتور ربيع
- حسين حجاج: أشرف
- حمادة صميدة

### فريق العمل
- إخراج: إسلام خيري
- فكرة: أحمد مكي
- سيناريو وحوار: مصطفى صقر، محمد عز الدين، تامر نادي
- موسيقى تصويرية: عمرو إسماعيل
- مونتاج: وائل فرج
- مدير التصوير: أيمن أبو المكارم
- إنتاج: تريلر بيكتشرز للإنتاج الفني والتوزيع، شركة آد لاين، بيرد آي
- توزيع: شركة آد لاين

### الحلقات
| رقم الحلقة | ضيوف الحلقة                                              | أحداث الحلقة |
| ---------- | -------------------------------------------------------- | --- |
| 1          | لانا سعيد: سامنتا فوكس                                   | الكبير يحشد جيوش "المزريطة" لمحاربة المطاريد وينجح في كسب المعركة وأسر زعيم العصابة "حمدان" ويأتي به مكبلاً. المزريطة تقيم حفل استقبال للكبير العائد المظفر بالنصر؛ لكن الكبير يفاجئ الجميع ويفرض إتاوة على أهل القرية بدلاً من التي كان يتقاضاها منهم "حمدان" زعيم العصابة. الكبير ما زال يضيق الخناق على زوجته "هدية" ويمنعها من لعب "البلاي ستيشن"، والزوجة ترفض تسلط زوجها. وفاة "الكبير أوي" لكن قبل وفاته يخبر نجله "الكبير" بماضيه ومغامراته العاطفية مع النساء، وقصته مع والدته الأمريكية "سامنتا فوكس"، وشقيقه الأمريكي. |
| 2          | أحمد هيبة: أبو الليل                                     | جوني يطلب توزيع الميراث، والكبير يهدده إذا هو أصر على ما في رأسه؛ لكن "هدية" زوجة الكبير لها رأي آخر. الكبير يرضخ لضغوط شقيقه "جوني" ويمنحه حقه في ميراث والده؛ لكن جوني يطمع في منصب "عمدة" القرية لأنه هو الأكبر سناً بدقائق. الكبير يخطط للتخلص من شقيقه "جوني" حتى لا يستولي على منصب "العمدة" ويستعين بالمدعو "أبو الليل" لتنفيذ المهمة |
| 3          |                                                          | جوني يبدأ حملته الدعائية على منصب "العمدة" في القرية في مواجهة شقيقه "الكبير" بمحاولة شراء أصوات أهل القرية بهدايا. الكبير يبدأ في مواجهة خطة جوني بتهديد أهل القرية ممن ينوي منح صوته لجوني في الانتخابات على منصب "العمدة". "هدية" زوجة الكبير تنصحه بتغيير إسلوب العنف مع أهل القرية إلى اتباع إسلوب اللين والوعود لكسب معركته أمام شقيقه "جوني". جوني يكسب معركته الانتخابية على منصب العمدة أمام شقيقه "الكبير" ويفوز بمنصب "العمدة" وسط صدمة من "الكبير". |
| 4          |                                                          | جوني يبدأ في ممارسة مهامه الجديدة كعمدة للقرية؛ ويحاول تغيير مظهره ليتناسب مع المنصب الجديد. الكبير يمر بحالة نفسية سيئة بعدما خسر منصب "العمدة" ويخطط لطرد شقيقه "جوني" من القرية واغتصاب منصب "العمدة". جوني يحاول تغيير ملامح "الدوار" وإزالة تمثال "الكبير قوي"؛ لكن الكبير يقوم بطرده وتهديده بالسلاح. الكبير يتحفظ على "أشلي" كرهينة للضغط على شقيقه "جوني" لعدم إبلاغ الشرطة عن واقعة طرده، وجوني يحاول تحرير أشلي من قبضة الكبير. |
| 5          | نيكول سابا: بشخصيتها الحقيقية                            | جوني يقرر إقامة حفل بمناسبة فوزه بمنصب العمدة. بعد مفاوضات وتدخل فزاع؛ الكبير يوافق على أن يقيم "جوني" الحفل بعدما علم بأن من سيحييه المطربة نيكول سابا. ترحيب واسع تلقاه نيكول سابا في "دوّار" العمدة الجديد "جوني" والكبير يحظى بإعجابها بشخصيته وأسلوب معيشته. علاقة إعجاب تنشأ بين الكبير ونيكول سابا تثير غيرة زوجته هدية، وكذلك تثير غضب العمدة "جوني". غيرة هدية على زوجها الكبير من المطربة نيكول سابا يدفعها للشجار معها ومحاولة طردها قبل أن يفجر الكبير مفاجئة بإعلانه نيته الزواج منها. |
| 6          | نيكول سابا: بشخصيتها الحقيقية سيف يوسف: مدير أعمال نيكول | هدية تقرر ترك المنزل للكبير والإقامة في منزل والدها بعدما أعلن نيته الزواج من المطربة نيكول سابا؛ لكن أشلي تنصحها بعدم مغادرة المنزل وتعمل على تطفيشها. الكبير يرفض أن تقوم نيكول سابا بالغناء في الحفل الذي أقامه جوني لأهل القرية كونها ستكون زوجته في المستقبل. جوني يفكر في طريقة للخروج من المأزق الذي وضعه في الكبير بقراره عدم غناء نيكول؛ ويستعين بمدير أعمالها. الكبير يحضر لحفل خطوبته ونيكول تقنعه بخلع الجلابية وارتداء البدلة، وهدية تترك المنزل للكبير بعدما تأزم الوضع بينهما. نيكول سابا تواجه الكبير بأنها لن تستطيع أن تعيش معه في القرية وبالتالي لن تتزوجه، وهدية تعود إلى منزل زوجها الكبير.                               |
| 7          | يوسف عيد: حمدي كاتا محمد ممدوح: عزام القط - همام القط    | ورطة كبرى يقع فيها الكبير بعدما علم بخروج عزام القط من السجن ونيته بالأخذ بثأر والده من الكبير، ويكلف رجاله بحراسة المنزل ليل نهار. هدية تنجح في إيجاد حل للورطة التي وقع فيها الكبير بعدما أقنعته بأن يخبر أهل القرية بأن شقيقه جوني أكبر منه بدقائق ليصرف نظر همام عنه ويكون هدفه جوني. عزام القط يقتحم منزل جوني ويهدده بالقتل؛ لكن جوني يستطيع أن يستفزه لإقامة مباراة ملاكمة بينهما. جوني يفكر في طريقة للفوز على عزام القطن وتوماس يضع خطة لتخديره ليفوز جوني على القط في مباراة بحضور أهل القرية. |
| 8          | حسام داغر: سيد سوفت \| أمير صلاح: فواز أحمد سعد: نجاتي   | جوني يفتتح مركز للألعاب والانترنت في قرية المزاريطة، وأهالي القرية يقبلون على استخدام الإنترنت والألعاب الألكترونية. إهمال أهل القرية لأعمالهم بسبب تواجدهم في مركز الألعاب والإنترنت الذي افتتحه جوني يثير غضب الكبير. المكاسب المالية تجعل جوني يطور من الإنترنت والألعاب المتاحة، والكبير يفكر في طريقة لإفشال مشروع شقيقه. الكبير يستعين بمدرس كمبيوتر ليتعلم استخدامه وكذلك استخدام الإنترنت؛ لكنه يفشل. المشاحنات والمشاجرات بين أهل القرية تزداد بسبب الألعاب التنافسية والحربية التي وفرها لهم جوني، الأمر الذي سبب فشل المشروع في النهاية.                                                                                             |
| 9          | رضا إدريس: الشيخ شديد                                    | الكبير يقرر التفتيش في متعلقات والده الراحل الكبير قوي، ويعثر على مجموعة من عقود الزواج بالاضافة إلى صندوق قديم لكنه مغلق بإحكام، ومحفور عليه كلمات غير مفهومة. جوني والكبير يتوقعان أن يكون الصندوق الذي تم العثور عليه بداخله كنز، ويتسابقان على فك الشفرة. هدية تقترح على الكبير الذهاب بالصندوق إلى أحد العرّافين والدجالين لكي يفك شفرات الصندوق. جوني يستعين بتوماس وأشلي لفك رموز الصندوق ويبحثان عن الكنز المفقود في أراضي القرية. الجميع يصدم بعدما تم فتح الصندوق الغريب ليكتشفوا أنه فارغ من أي آثار أو كنوز كما كانوا يعتقدون. |
| 10         | زكي حسين: بسيوني سات                                     | توماس يقترح على "جوني" أن يطلق قناة فضائية للتواصل مع أهل القرية بصفته العمدة، ويجب أن يظهر أمامهم طوال الوقت. الكبير تساوره الشكوك بسبب الاجتماعات المغلقة لجوني مع أشلي وتوماس، ويختطف هجرس لمعرفة السر. العمدة "جوني" يرحب باقتراح توماس ويطلق القناة الفضائية ويبث برامج بصبغة غربية وأفلام ومسلسلات أجنبية. فكرة جوني بإطلاق قناة فضائية تلاقي إعجاب الكبير الذي يقرر هو الآخر أن يطلق قناة تنافس قناة جوني، ويستعين بالمدعو بسيوني سات. |
| 11         | فاطمة عيد: بشخصيتها الحقيقية                             | الكبير يطق قناة فضائية منافسة لقناة العمدة "جوني" وهدية تلعب دور المذيعة الأولى في القناة والكبير يقم بمهمة الإخراج والمذيع أيضاً، والقناة تحقق نسب مشاهدة عالية تكتسح قناة جوني. جوني يقع في ورطة بعد اتجاه أهالي المزاريطة لمشاهدة قناة الكبير، ويفكر في طريقة لجذب المشاهدين مرة أخرى. جوني يقرر إطلاق برنامج "توك شو" تحت اسم "جوني شو" لجذب المشاهدين، وفزاع يقترح على الكبير إطلاق برنامج ويختار له اسم "المزاريطة اليوم". برنامج الكبير "المزاريطة اليوم" يحقق نجاحا كاساً، ويستطيع أن يجذب على تمويل من مستثمر سعودي للقناة. برنامج "جوني شو" لا يحقق أي نسب مشاهدة تجذب الإعلانات، وشركات الإعلانات تهرب من قناة جوني لحساب قناة الكبير. |
| 12         |                                                          | جوني يجهز لعيد الحب "الفالنتاين" في المزاريطة ويقرر افتتاح متجر هدايا بمساعدة أشلي وجوني وهجرس، وهدية تحتفل مع الكبير بهذا اليوم؛ لكن فرحتها لم تكتمل بعد احتراق الغرفة. توماس يقترح على جوني عمل دعاية في الفضائيات لمتجر الهدايا بمناسبة عيد الحب للترويج للبضائع. هدية تحاول معرفة ما هو "الفالنتاين" والكبير يخبرها بطريقته الخاصة؛ لكن أشلي تصحح مفهومها عن عيد الحب. دعاية جوني للفالنتاين تأتي بنتائج إيجابية لدى نساء القرية والرجال أيضا والجميع يقبل على شراء الهدايا. فزاع يقع في حب أشلي ويقرر أن يقدم لها هدية بمناسبة "الفالنتاين" ويعترف لها بحبه؛ لكن أشلي تصدمه.                                                               |
| 13         |                                                          | الكبير يرفض الإصغاء لحديث أشلي عن الأبراج وسوء حظه في هذا اليوم ويتحدى التوقعات؛ لكن بعض المواقف التي تحدث له تجعله يغير رأيه. اقتناع الكبير بتوقعات الأبراج يجعله يشك في أقرب الناس إليه؛ حتى زوجته هدية لم تسلم من شكوكه. حياة الكبير تنقلب إلى عذاب بعدما اقتنع تماماً بتوقعات الأبراج، وأصبح يداوم على قراءة ماذا يقول برجه الفلكي مع صباح كل يوم. الكوابيس تطارد الكبير بسبب اعتقاده عن حديث الأبراج؛ لكن هدية وجوني يفاجئانه بحفل بمناسبة عيد ميلاده. |
| 14         | ليلى عز العرب: سامنتا فوكس                               | الكبير يقع في ورطة كبرى بعد وصول والدته "سامنتا" من أمريكا التي تحاول تغيير كل العادات والتقاليد المتعارف عليها في المنزل. الجميع يرحب بالسيدة "سامنتا"، وهدية تطير فرحا بها، و"سامنتا" تقنع زوجة الكبير بضرورة تغيير نمط ملابسها. الكبير يفاجأ بوالدته السيدة "سامنتا" تجلس في مقهى المزريطة وتدخن الشيشة، وتكون هي السبب في إفشال صفقة بيع الأرض. |
| 15         | ليلى عز العرب: سامنتا فوكس                               | السيدة "سامنتا" تقع في حب شاب صغير في شرم الشيخ وتتزوجه وتأتي به إلى المزاريطة، والكبير يفقد الوعي بعدما شاهد والدته برفقة زوجها الجديد. الكبير يتشاجر مع "حمادة" زوج والدته ويحاول طرده من المنزل؛ لكن والدته تنهره وتتحدى الجميع ليبقى بصحبتها. الكبير يخطط لإخفاء والدته سامنتا وزوجها "حمادة" حتى لا تفسد صفقة بيع الأرض للحاج عويس فيضع لهما المنوم في العصير. خطة الكبير تفشل في تنويم والدته وزوجها "حمادة"، وتفشل صفقة بيع الأرض للحاج عويس للمرة الثانية. الكبير يكشف حقيقة زوج والدته "حمادة"، ويفضحه أمام الجميع كونه مسجل خطر ومطلوب لدى الشرطة لكثرة الجرائم التي ارتكبها.                                                         |

## الجزء الثاني

### طاقم التمثيل
- أحمد مكي: الكبير - الكبير أوي - جوني
- دنيا سمير غانم: هدية
- محمد شاهين: توماس
- هشام إسماعيل: فزاع
- سعيد طرابيك: جابر
- محمد سلام: هجرس
- روان عاطف: آشلي
- حسين حجاج: أشرف

### فريق العمل
- إخراج: أحمد الجندي
- فكرة: أحمد مكي
- سيناريو وحوار: مصطفى صقر، محمد عز الدين، تامر نادي
- موسيقى تصويرية: عمرو إسماعيل
- مونتاج: وائل فرج
- مدير التصوير: أيمن أبو المكارم
- إنتاج: تريلر بيكتشرز للإنتاج الفني والتوزيع، شركة آد لاين، بيرد آي
- توزيع: شركة آد لاين

### الحلقات
| رقم الحلقة | ضيوف الحلقة                                                          | أحداث الحلقة |
| ---------- | -------------------------------------------------------------------- | --- |
| 1          | محمد ثروت: محسن محسن ممتاز                                           | يأتي "توماس" ليطلب من الكبير بعض المعلومات التي سيحتاجها البحث العلمي الذي يقوم به ليحصل على شهادة "CFA". فتظن هدية أن "توماس" يعمل جاسوسا لصالح جهات أجنبية حيث أنها رأت عن طريق الصدفة عدد من الصور التي التقطها "توماس" لمناطق عديدة بالمزاريطة. فتقوم "هدية" بإبلاغ الكبير وتوصيه بأن يذهب إلى المخابرات المصرية للإبلاغ عن "توماس" فيذهب بالفعل ويبلغ عنه. يأمر ضابط المخابرات معاونيه بالتحقيق في هذا البلاغ فيكتشف أن الأمر لا يوجد به أية خطورة على الأمن القومي ويكتشف "الكبير" أنه أخطأ. |
| 2          | محمد ثروت: محسن محسن ممتاز                                           | جلس "الكبير" يخبر "هدية" بأنهم أخطأوا في حق "توماس" ولم يكن "جاسوسا" كما اعتقدوا، وفجأة ظهر لهم جواب مرسل من خارج مصر إلى "توماس" فعاود شكهم مرة أخرى. اتصل الكبير بمحسن بيه وأخبره بما يجري فقال له "رجالتنا" حواليك في كل مكان فاعتقد الكبير بأن "فزاع" الغفير الخاص بالدوار من رجال المخابرات. تأتي "هدية" إلى الكبير بخبر يسعده حيث رأت "توماس" يتحدث عبر "اللاب توب" إلى شخص أمريكي فيعتقد كل منهما أنه يتجسس ويفيد هذا الأمريكي بمعلومات خطيرة. فانقض عليه "الكبير" ومعه "هدية" وقاموا بالاتصال بضابط المخابرات المصرية الذي جاء ليعتذر ل"توماس" ويخبر "الكبير" بأن الأمر بسيط جدا وأن "توماس" يقوم بعمل بحث ويراسل عبر "اللاب توب" المدرس الأمريكي الذي يشرف على هذا البحث. |
| 3          | مصطفى يوسف: عبد العزيز محمد الجوهري: حبيب القرش                      | يشعر جوني بملل نتيجة لعدم فعل أي شيء فيخرج مع توماس ليسهروا بإحدى الأراضي الزراعية يأتي صاحب الأرض ويسهر معهما هو وأصدقائه ثم باقي رجال القرية. يقوم جوني بافتتاح كازينو جديد بالأرض وضع له اسم "المزاريطة"، وهو ما أغضب الكبير، ليُزيد الأخير عدد ساعات عمل أهالي المزاريطة ليرهقهم، وبالتالي لا يذهبون للكازينو الذي يمتلكه جوني. يقوم الكبير بشراء الأرض ويغلق الكازينو |
| 4          | ليلى عدنان: سو شقيقة آشلي وتوماس                                     | أصيب "جوني" و"آشلي" و"توماس" بحمى لإكثارهم من أكل التين الشوكي، وذلك في نفس الوقت التي وصلت فيه "سو" الشقيقة الصغرى لـ"توماس" و"آشلي" إلى الدوار، وهي فتاة متسلطة. اضطر "الكبير" و"هدية" لرعاية الصغيرة، ولكن أسلوبها معهما وطريقة كلامها لم تنل إعجابهما، فقررا عقابها بعدم الاعتناء بها، مما جعلها تعتمد على نفسها، وأصبحت نسخة من الفتاة الصعيدية. |
| 5          | أحمد حلاوة: نظيم محمد فهيم: فهيم                                     | يَدّعي التمرجي "فهيم" شقيق الغفير "فزاع" كذباً أمام عائلة خطيبته أن شقيقه هو عمدة قرية "المزاريطة"، كما يَدّعي أنه طبيب يقنع "فزاع" "جوني" و"هدية" بأن ينتحل شخصية العمدة عند زيارة خطيبة فهيم ووالدها لمنزل الكبير عندما يعود "الكبير" للمنزل يعلم بما حدث مما يثير غضبه |
| 6          | حسين الإمام: رجب نورا السباعي: ماهيتاز                               | يقوم الحاج رجب يالإتصال بالكبير ويحكي له شراكته مع والده ثم يخبره بقصة زواج والده من ماهيتاز |
| 7          | أحمد التهامي: جاك يوسف عيد: حمدي كاتا                                | يتحدى جوني فريق أمريكي في لعبة كرة القدم الأمريكية، ويخبره أنه يستطيع أن يفوز عليه لأنه يمتلك الفريق الأفضل في إفريقيا، فريق المزاريطة. ثم يكتشف أن لا أحد في مصر يمارس هذه اللعبة، ليقوم بتجميع فريق من أهالي المزاريطة. |
| 8          | أحمد التهامي: جاك يوسف عيد: حمدي كاتا                                | واصل جوني تجهيز فريقه الجديد لدخول مباراة في كرة القدم الأمريكية مع فريق أمريكي محترف. ويلتقي جوني مع مدرب الفريق الآخر، الذي يسخر من جوني ويعرض عليه الانسحاب، ولكن جوني يصر على لعب المباراة. |
| 9          | أحمد التهامي: جاك خالد الغندور: بشخصيته الحقيقية يوسف عيد: حمدي كاتا | أدى فريق "المزاريطة" مباراته مع الفريق الأمريكي، ونجح الفريق في بعض أوقات المباراة أن يقترب من منافسه. ولكن المنافس الأمريكي يحافظ على تفوقه حتى اللحظات الأخيرة للمباراة، ليتسرب اليأس لجوني ورفاقه، ويخبرهم بأنهم أدوا مباراة جيدة، وأنه فخور بهم. وقبل أن تنتهي المباراة، يفاجأ "الكبير" شقيقه برغبته في اللعب، وبالفعل يدخل الملعب ويشارك مع فريق "المزاريطة"، ويستطيع اقتناص الفوز لفريق بلدته. |
| 10         | إبراهيم أبو العطا: عباس البحطيطي                                     | "جوني" يشعر بالوحدة فيبدأ بالبحث عن فتاة أحلامه بالمزاريطة. بعد البحث يجد فتاة ويعجب بها ويقرر الزواج منها يذهب لوالدها لكي يتزوجها ويتفق معه على تكاليف الزواج |
| 11         | إبراهيم أبو العطا: عباس البحطيطي                                     | يغالي والد الفتاة التي يريد أن يتزوجها "جوني" في تكاليف الزواج فيقرر الكبير وهدية مقابلة والدها والإتفاق معه على التكاليف بعد الإتفاق يجد جوني أن الفتاة التي يحبها هي ابنة عم الفتاة التي سوف يتزوجها |
| 12         |                                                                      | تبدأ الحلقة بظهور "عم جابر" وهو يطلب من الكبير أن يسمح له بإجازة مرضية وهو ما رفضه الكبير. مما جعل "عم جابر" يردد "حسبي الله ونعم الوكيل" في وجه الكبير أكثر من مرة وما كان من الكبير إلا أن دفعه من أعلى سلم الدوار فسقط "عم جابر" مغشياً عليه ويصاب بفقدان في الذاكرة مما جعله يتذكر أنه شخص ما في كل فترة زمنية وجيزة. ويبدأ "عم جابر" في الانتقال من دور لآخر فتذكر في وقت ما أنه "مازنجر" وحسين رياض " في فيلم "وا إسلاماه" وغيرها من الشخصيات. إلى أن جاء "فزاع" ليأخذه إلى المستوصف الطبي وهنا يصعد "عم جابر" أعلى سور الدوار ويقفز فيسقط ويتساءل ماذا حدث؟ فأدرك "فزاع" أنه تعافى ويبدأ في سرد الأحداث فيقوم "عم جابر" بإنتحال شخصية "الكبير أوي" لعدة أيام حتى جاء اليوم الذي يتطاول "عم جابر" على "الكبير" مما يجعل الكبير ينوي قتل "عم جابر"، وهنا يطلب فزاع من الكبير أن يخبره بسر خطير وبعد أن يعلم الكبير بما حدث مع "فزاع" و"عم جابر" يهدأ الكبير ويدخل ل"عم جابر" ليواجهه وهنا يتأكد عم "جابر" أن "الكبير" علم كل شيء من "فزاع". |
| 13         |                                                                      | يأتي موظف بشركة للكبير ويخبرة بأن الكبير أوي قد قام بشراء أسهم بالبورصة وبعد وفاته يجب أن يقوم الورثة باستلام الأسهم أو بيعها بستة ملايين جنيه. يعتقد الموظف أن الكبير هو وريث الكبير أوي الوحيد، فيفكر الكبير بالاستيلاء على نصيب جوني ويخبره أنها الوريث الوحيد. يشاهد الكبير فيلم Face off قبل نومه ثم يشاهد حلم مخيف يجعله يتراجع. |
| 14         | بدرية طلبة: قمر                                                      | يكتشف "الكبير" أن "هدية" حامل بعد أن أغشي عليها. وكان "جوني" قد تلقى رسالة على البريد الإلكتروني من إحدى شركات الإنتاج السينمائي بأمريكا تفيد بأنه نجح في المرحلة الأولى من المسابقة التي أجرتها الشركة لإختيار بطل لفيلم "تيتانيك 2" وهي عبارة عن سباق يجمعه ب9 متسابقين غيره على شرط أن يقوم كل منهما بتجسيد مشهد ما أمام لجنة التحكيم. وبالفعل يبدأ "جوني" في اختيار أحد المشاهد والتدريب عليها ومن هذه المشاهد كان المشهد الشهير الذي جاء في فيلم "رد قلبي " وكان أبطاله شكري سرحان وأحمد مظهر ومريم فخر الدين، وبعد عدد من المشاهد التي قام بتجسيدها ظهرت النتيجة وحصل على المركز الأول وهنا طلب "جوني" من "الكبير" أن يتحدث معه في أمر خطير يتعلق بسفر "جوني" إلى أمريكا لتجسيد دوره في فيلم "تيتانيك2" وعدم عودته مرة أخرى ل"المزاريطة" وقوبل طلب "جوني" بدهشة من "الكبير" الذي كان ينتظر مجيء والد "هدية". |
| 15         | سمير غانم: والد هدية                                                 | توضع "هدية" توأم وهو ما جعل "الكبير" يشعر بفخر وامتنان وتوجه بالشكر لله فور علمه بالخبر. وكان "جوني" قد سافر إلى أمريكا في بداية الحلقة ليقوم ببطولة الجزء الثاني من فيلم "تيتانيك" ولكنه فاجأ "الكبير" وعاد في نهاية الحلقة ليبارك له. وظهر في نهاية الحلقة "حزلئوم" ليطلب من "الكبير" و"جوني" حقه في الميراث حيث أنه التوأم الثالث لهما. |

## الجزء الثالث
الكبير أوي الجزء الثالث هو أحد أجزاء مسلسل الكبير أوي، عرض في رمضان 2013 ، المسلسل من إخراج هشام فتحي، فكرة: أحمد مكي، سيناريو وحوار: مصطفى حلمي .

### قصة المسلسل
تدور أحداث الجزء الثالث من المسلسل حول منافسة ثلاثة أشقاء (الكبير وجوني وحزلئوم) يتصارعون على ميراث والدهم.

### بطولة
- أحمد مكي
- دنيا سمير غانم
- هشام إسماعيل
- سعيد طرابيك
- محمد سلام
- بيومي فؤاد -

## الجزء الرابع
الكبير أوي الجزء الرابع هو أحد أجزاء مسلسل الكبير أوي، عرض في رمضان 2014 ، المسلسل من إخراج أحمد الجندي، فكرة: أحمد مكي، سيناريو وحوار: مصطفى صقر ، محمد عز الدين .

### قصة المسلسل
وفي هذا الجزء تستمر القصة بين الإخوة الثلاثة في إطار كوميدي حيث يسافر حزلقوم إلى السعودية ثم إلى تانزانيا فيعود إلى المزاريطة ليحاول كسب منصب العمدة خصوصا بعد إصابة الكبير بإعاقة بصرية لكن الكبير يكتشف أمره بمساعدة فزاع فيريد معاقبتهم لكن يظهر الأخ الرابع نعيم الذي قدم من السودان.

### بطولة
- أحمد مكي/الكبير /جوني /حزلقوم
- دنيا سمير غانم هدية
- هشام إسماعيل فزاع
- سعيد طرابيك
- محمد سلام هدرس/هجرس
- بيومي فؤاد -دكتور ربيع

## الجزء الخامس
الكبير أوي الجزء الخامس هو أحد أجزاء مسلسل الكبير أوي، عرض في رمضان 2015 ، المسلسل من إخراج أحمد الجندي، فكرة: أحمد مكي، سيناريو وحوار: مصطفى صقر ، محمد عز الدين .

### قصة المسلسل
في هذا الجزء يفاجأ (الكبير أوي) بظهور شقيق آخر لهم سوداني، يعود إلى قرية (المزاريطة) ليشارك أشقاءه الثلاثة (الكبير أوي، جوني، حزلئوم) حياتهم، حيث يقع الجميع في العديد من المفارقات الكوميدية، بالإضافة إلى دخول (جوني) السجن، فيضطر شقيقه (الكبير أوي) لإنقاذه من القضبان الحديدية، وتتوالى الأحداث في إطار كوميدي.

### بطولة
- أحمد مكي
- دنيا سمير غانم
- بيومي فؤاد
- لطفي لبيب
- محمد سلام
- هبة عبدالعزيز
- احمد فتحي
- جميل برسوم
- محمد ثروت
- شيماء سيف

## الجزء السادس
الكبير أوي الجزء السادس هو أحد أجزاء مسلسل الكبير أوي، عرض في رمضان 2022 ، المسلسل من إخراج أحمد الجندي، فكرة: أحمد مكي، سيناريو وحوار: مصطفى صقر، محمد عز الدين .

### قصة المسلسل
بعد مرور عدة أعوام، يتعرض الكبير للعديد من التغيرات على الصعيد الأسري والتي خلالها يحاول رعاية ابنيه، بينما يمر جوني بالعديد من الصعوبات بعد إصابته بالسمنة.

### بطولة
- أحمد مكي: الكبير / جوني / حزلقوم
- محمد سلام: هجرس
- بيومي فؤاد: دكتور ربيع
- رحمة أحمد فرج: مربوحة
- هشام إسماعيل: فزاع
- حسين أبو حجاج: أشرف
- مصطفى غريب: العترة
- حاتم صلاح: نفادي
- عبد الرحمن ظاظا: طبازة
- محمد قلبظ: سالم
- عبد الرحمن طه: جوني - العترة "ابني الكبير"

## الجزء السابع
الكبير أوي الجزء السابع هو أحد أجزاء مسلسل الكبير أوي، عرض في رمضان 2023 ، المسلسل من إخراج أحمد الجندي، فكرة: أحمد مكي، سيناريو وحوار: مصطفى صقر، محمد عز الدين .

### قصة المسلسل
في الموسم السابع وبعد مرور عام علي زواج الكبير من مربوحة، تحدث الكثير من الخلافات بينهم تحثهم علي الذهاب إلى أخصائية نفسية. بينما يحاول جوني عمل مشروع جديد في المزاريطة.

### بطولة
- أحمد مكي: الكبير / جوني / حزلقوم
- محمد سلام: هجرس
- بيومي فؤاد: دكتور ربيع
- رحمة أحمد فرج: مربوحة
- هشام إسماعيل: فزاع
- حسين أبو حجاج: أشرف
- مصطفى غريب: العترة
- حاتم صلاح: نفادي
- عبد الرحمن ظاظا: طبازة

## الجزء الثامن
الكبير أوي الموسم الثامن هو الجزء الثامن من سلسلة الكبير أوي و الذي عرض في شهر رمضان عام 2023، من بطولة أحمد مكي ورحمة أحمد فرج ومحمد سلام وبيومي فؤاد، ومن إخراج أحمد الجندي.

### قصة المسلسل
في الموسم الثامن، يتعرض الكبير عمدة قرية المزاريطة لضغوط عديدة، حيث يجد نفسه مضطرًا للاهتمام بقضايا ومشاكل من حوله، ويتعرض لمواقف كوميدية.

### بطولة
- أحمد مكي: الكبير / جوني / حزلقوم
- محمد سلام: هجرس
- رحمة أحمد فرج: مربوحة
- بيومي فؤاد: دكتور ربيع
- حسين أبو حجاج: أشرف
- مصطفى غريب: العترة
- حاتم صلاح: نفادي
- عبدالرحمن ظاظا: طبازة
- محمد قلبظ: سالم
- عبدالرحمن طه: الطفل جوني ابن الكبير